# Picrodendron
Picrodendron es un género monotípico de plantas perteneciente a la familia Picrodendraceae. Su única especie: Picrodendron baccatum (L.) Krug & Urb., Bot. Jahrb. Syst. 15: 308 (1892), es originaria del Caribe donde se encuentran en Bahamas, Cuba, República Dominicana, Haití y Jamaica.

## Descripción
Es un pequeño árbol hallado en costas calizas de Cuba, La Española, Jamaica, islas Caimán y Bahamas.

## Sinonimia
- Juglans baccata L., Syst. Nat. ed. 10, 2: 1272 (1759).
- Picrodendron juglans Griseb., Fl. Brit. W. I.: 177 (1861), nom. superfl.
- Schmidelia macrocarpa A.Rich. in R.de la Sagra, Hist. Fis. Cuba, Bot. 11: 283 (1850).
- Picrodendron macrocarpum (A.Rich.) Britton, Bull. New York Bot. Gard. 4: 139 (1906).
- Picrodendron medium Small, J. New York Bot. Gard. 18: 185 (1917).[1]